# Wild West (stripreeks)
Wild West (Italiaans: Storia del West) is een westernstrip uit Italië, bedacht door Gino d'Antonio en uitgegeven door Edizioni Araldo (later Sergio Bonelli Editore) in de periode 1967-1980. In totaal verschenen er in die periode 73 nummers. Tussen 1984 en 1990 werd de serie herdrukt door CEPIM. Daarbij werden de eerste drie nummers uitgebreid tot vijf, waarmee de reeks 75 delen telde. In Nederland zijn in de jaren 1970 tot 1973 21 nummers van de reeks uitgegeven door uitgeverij Nooitgedacht, als onderdeel van de maandelijkse uitgave Tornado. In die reeks verschenen naast nummers van Wild West ook verhalen van Vigor en Tim zonder Vrees.

## Verhaallijn
De serie geeft in de loop van de verhalen een gedetailleerde en goedgedocumenteerde beschrijving van de geschiedenis van het Wilde Westen aan de hand van de lotgevallen van de families MacDonald en Adams. Hun verhaal begint in 1804, het jaar waarin stamvader Brett MacDonald in Amerika arriveert, en loopt tot aan de jaren tachtig van de 19e eeuw.
Diverse historische personages spelen een rol in de verhalen, waaronder Wild Bill Hickock, Buffalo Bill, Calamity Jane, George Armstrong Custer, Wyatt Earp, Kit Carson, Sitting Bull, Crazy Horse, Geronimo, Cochise en Chief Joseph. Ook historische gebeurtenissen zoals de Expeditie van Lewis en Clark en de Slag om de Álamo komen aan bod.